# 羅鳳華
羅鳳華（？—？），廣東省廣州府順德縣人，清朝政治人物、進士出身。
光緒十五年（1889年），参加光緒己丑科殿試，登進士二甲32名。同年五月，著主事，分部学习，授禮部主事。